# Phare de Pass A l'Outre
Le phare de Pass A l'Outre (en anglais : Pass A l'Outre Light), ou  phare de Pass a Loutre est un phare historique situé l'embouchure du delta du Mississippi dans la Paroisse de Plaquemine en Louisiane. Érigé pour marquer l'entrée active de la rivière à l'époque, il a été abandonné au fur et à mesure de l'envasement de ce canal. Il a été sur le chemin de plusieurs ouragans notables et a été lourdement endommagé. Il est sur la liste du Doomsday Digest Lighthouse Digest, et est en danger critique. Le phare est au centre d'une réserve naturelle.

## Histoire
Ce phare a été construit en 1852 pour remplacer l'ancien phare de Franck's Island quand celui-ci a été abandonné lorsque le chenal est devenu impraticable et changé de place en 1855. Il fut équipé d'une lentille de Fresnel de troisième ordre. Il fut le plus haut phare en fonte d'Amérique mais, s'enfonçant peu à peu dans la boue il ne dépasse maintenant que de 12 mètres depuis 2017. L'ouragan Katrina ne l'a pas renversé mais, en 2007, sa lanterne est tombée dans l'eau.
Le phare en perdition n'est accessible que par bateau, mais n'est pas visitable. Il appartient à l'United States Fish and Wildlife Service et Le Delta National Wildlife Refuge (en) est le responsable du site .
Identifiant : ARLHS : USA-580 .

### Lien connexe
- Liste des phares de la Louisiane